# Sójki (województwo łódzkie)
Sójki – wieś w Polsce położona w województwie łódzkim, w powiecie kutnowskim, w gminie Strzelce.
Wieś szlachecka położona była w drugiej połowie XVI wieku w powiecie gostynińskim ziemi gostynińskiej województwa rawskiego. Do 1953 roku istniała gmina Sójki. W latach 1975–1998 miejscowość administracyjnie należała do województwa płockiego.

## Historia
W 1843 roku w Sójkach powstała cukrownia.
W 1887 roku p. Kazimierz Szołowski otrzymał zgodę Okręgu naukowego warszawskiego na otwarcie 1-klasowej szkoły mieszanej przy hucie szklanej

## Zabytki
Według rejestru zabytków Narodowego Instytutu Dziedzictwa na listę zabytków wpisane są obiekty:
- zespół dworski z pierwszej ćwierci XIX w.[7]
  - Dwór w Sójkach; w szczycie herby Moszyńskiego Nałęcz i Łabędź[8], a nad głównym wejściem, pod arkadami, herb Zaremba[9]
  - park ze stawami[10]